# یارتپوره
یارتپوره (به لاتین: Jartypory) یک روستا در لهستان است که در گمینا لیو واقع شده‌است. یارتپوره ۱٬۰۰۰ نفر جمعیت دارد.